# الكنيسة (بعلبك)
الكنيسة بلدة لبنانية من قضاء بعلبك في محافظة بعلبك الهرمل.